# پتینه‌کاری

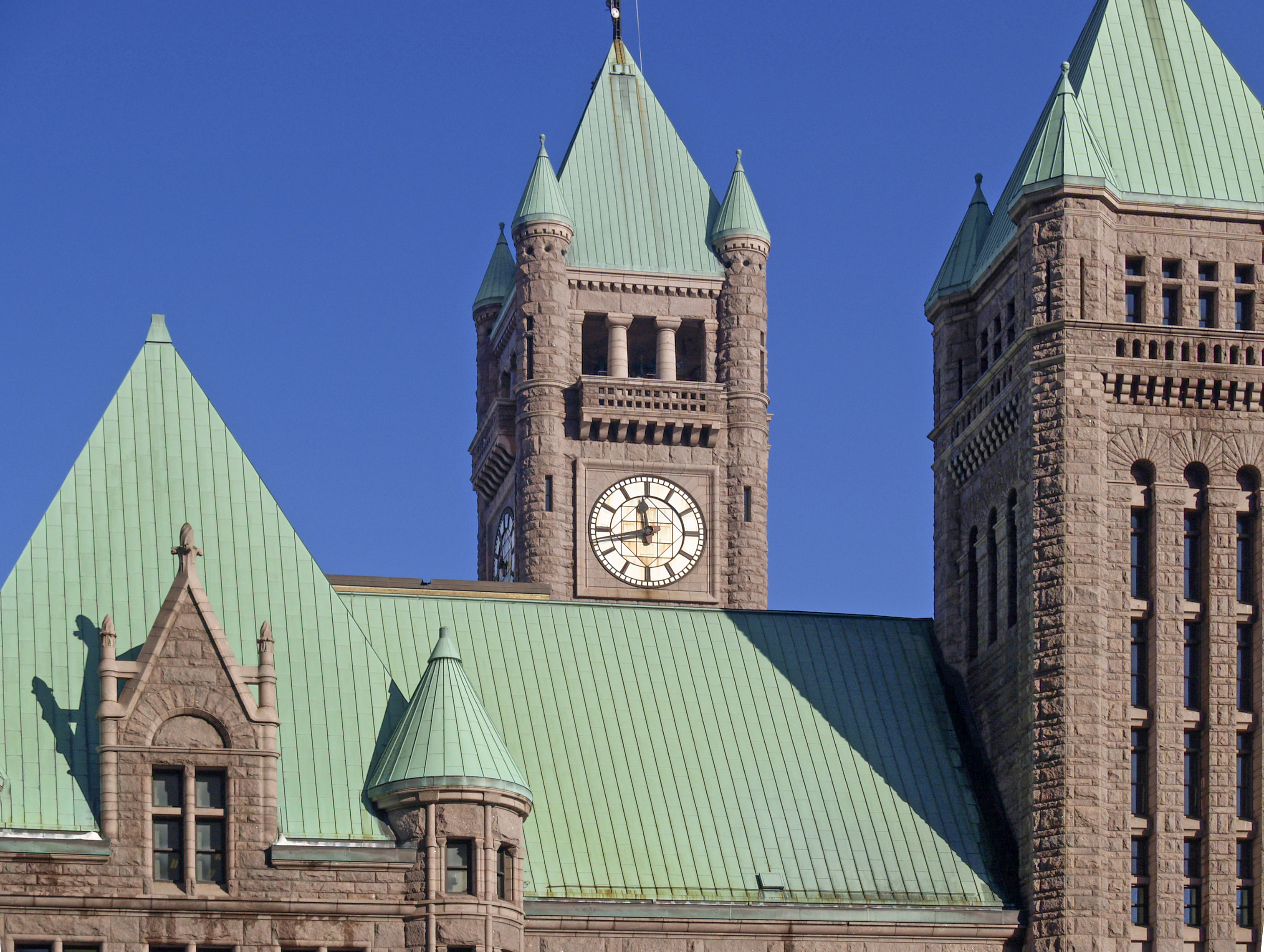
سقف فلزی پوشیده شده با پتینه.

پتینه‌کاری هنر کهنه کردن اجسام و کارهای هنری با بهره‌گیری از رنگ و بافت و ایجاد نمایی کهنه و فرسوده شده یا اکسیدشده‌است. در این هنر، با کمک رنگ‌های پوشاننده، روشن‌کننده و تیره‌کننده، و مات‌کننده، به اشیا حالتی فرسوده، خورده شده، و کهنه داده می‌شود.
در واژه، «پتینه» (انگلیسی: Patina) به لایهٔ نازکی بر سطوح سنگ، مس، مفرغ و دیگر فلزات، یا اثاثیه چوبی گفته می‌شود که نشان از قدمت و کهنگی دارد.
پتینه کاری هنریست که با رنگ‌های دکوراتیو و ابزارهای مختلف روی سطوح مختلف بافت خاصی را ایجاد می‌کنند. پتینه ظاهری زیبا و دلنشین تر از رنگ‌های دیگر دارد که در اصطلاح هنری (نقاشی ساختمان) پتینه یا مانور روی سطوح گفته می‌شود.